# ホワイト・ラボ〜警視庁特別科学捜査班〜
『ホワイト・ラボ〜警視庁特別科学捜査班〜』（ホワイト・ラボ けいしちょうとくべつかがくそうさはん）は、2014年4月14日から6月23日まで毎週月曜日20:00 - 20:54に、TBS系列の「月曜ミステリーシアター」枠で放送されたテレビドラマである。主演は北村一輝。

## キャスト

### 主要人物
一ノ瀬 聡士（いちのせ さとし）
演 - 北村一輝（幼少期：大山蓮斗）
捜査官。階級は巡査。1976年3月16日生まれ。東京工業大学卒業後、アメリカの大学院に留学していた元科学者。
父親が自殺した謎を追っている。
奥貫 徹（おくぬき とおる）
演 - 宮迫博之 
捜査官。階級は巡査。元科学捜査研究所のエース。1975年10月3日生まれ。
病をもった娘がいる。妻は他界している。
山根 武彦（やまね たけひこ）
演 - 薮宏太（Hey! Say! JUMP）
捜査官。情報分析担当。階級は巡査。元警視庁サイバーテロ対策課所属。1986年4月19日生まれ。
天才ハッカー〈NO NAME〉を未だに追っている。サイバー犯罪対策課にいたとき、あと一歩のところまで追いつめたが〈NO NAME〉にそそのかされ迷いが生じ故意に逃がしてしまう。そのことから同期だった椎名卓馬とは不仲になっている。
本田 真幸（ほんだ まさゆき）
演 - 谷原章介
捜査官。階級は巡査部長。元警視庁公安部所属。1976年5月20日生まれ。人物分析に秀でており、プロファイリングを駆使して捜査に当たる。
神山 恵子（かみや けいこ）
演 - 和久井映見
班長。階級は警部補。ノンキャリアの叩き上げ。1974年1月23日生まれ。

### 警視庁刑事部
岸部 永一（きしべ えいいち）
演 - デビット伊東
捜査官。神山と同じくノンキャリアの叩き上げで彼女をライバル視する。
山口 雅年
演 - 阪田マサノブ
捜査官。階級は警部補。
平野 俊二
演 - 水野直
捜査官。階級は巡査部長。
淡島 勝
演 - 森岡豊
鑑識課課員。

### 警察関係者
一ノ瀬 晃
演 - 益岡徹
聡士の父。黒田の元上司で元捜査第一課刑事。階級は警部。
黒田 敬（くろだ けい）
演 - 大杉漣
刑事部部長。キャリア官僚。

### 神山家
神山 邦夫
演 - 山中聡
恵子の夫。
神山 真実
演 - 谷花音
長女。
神山 健太
演 - 髙橋來
長男。真美の弟。

### その他
朝比奈 沙羅（あさひな さら）
演 - 矢田亜希子
元東都大学工学部平田研究室准教授。がんに対抗する新薬「T5」の研究者。
一ノ瀬と共に研究していたときがあった。
奥貫 遥
演 - 熊田聖亜
奥貫の娘。心臓疾患を抱え、現在都民中央病院に入院している。

### ゲスト
複数話・単話登場の場合は演者名の横の括弧（）内に表記。
第1話
- 羽柴 圭介（東北理科大学教授） - 小市慢太郎
- 小早川 明美（東王大学理工学部教授） - 小島慶子
- 桃井 遥（小早川の助手） - 南明奈
- 金城 博之（丸の内物産最先端技術マーケティング部課長） - 鈴木一真
- 石沢 剛志（東王大学警備員） - ケンドーコバヤシ
- 五十嵐 誠司（南北新聞記者） - 榊英雄
- 広瀬 奈央（金城の部下） - 瀬戸早妃
- 浅倉 彩音（金城の浮気相手） - 飛鳥凛

第2話
- 石田 隆弘（大道芸人） - 吹越満（友情出演）
- 相沢 実（エターナルクリーン廃棄物係担当社員） - 阿部力
- 井上 雅代（実の母） - 高林由紀子
- 島村 理恵子（宏輝の母） - 宝積有香
- 島村 宏輝（理恵子の息子） - 君野夢真
- 小坂 源造（エターナルクリーン社長） - 諏訪太朗

第3話
- 真木 繁雄（教会神父） - 斎藤歩
- 磯部（ホームレス） - 石垣佑磨
- 灰原 雅也（NPO法人にこやか村代表・元龍門会構成員） - 梨本謙次郎
- 甲本 喜一（偽札製造和-H38号事件首謀者） - ドロンズ石本
- 長谷川 和喜（警視庁大森北警察署生活安全課仮鑑定士） - 池田政典
- 重田 富雄（ホームレス・キリスト教徒） - 飯田孝男
- 曽根崎 将司（NPO法人にこやか村職員） - 篠原さとし

第4話
- 牧野 健一（連続殺傷事件被害者家族・弘枝の夫） - 林泰文
- 野島 賢治（冤罪被害者） - 山崎銀之丞
- 牧野 ゆい（健一・弘枝の娘） - 吉田里琴
- 牧野 弘枝（連続殺傷事件の4人目の被害者・植物状態） - 西尾景子
- 佐々木 豊（南北新聞社会部記者） - 尾崎右宗
- 近藤 勇弥（連続殺傷事件の5件目の重要参考人） - 恩田括

第5話
- 華村 由紀子（私立聖南総合病院外科医） - 吉田羊
- 華村 美雪（華村の娘） - 鈴木梨央
- 田端 勇作（交通事故被害者の遺族） - 遠山俊也
- 朝岡 隆之（朝岡リネンサプライ社長・交通事故加害者） - 大川ヒロキ
- 川田 典弘（華村の元患者） - 大塚秀記
- 朝岡 友也（朝岡の息子） - 岩田龍門

第6話
- 長澤 美紗（澪の双子の妹・弁護士） - 市川実和子
- 神宮寺 澪（自称霊能師・南関東刑務所受刑者） - 市川実和子
- 佐伯 良樹（佐伯の義息子） - 加藤清史郎
- 佐伯 晴彦（テューティー社長） - 長谷川公彦
- 佐伯 恵津子（佐伯の後妻） - 宮澤美保
- 高梨 健吾（テューティー社員） - 若杉宏二
- 島崎 尚美（テューティー専務） - 猫田直

第7話
- 長束 八重子（認知症患者） - 草村礼子
- 長束 直也（八重子の孫） - 郭智博
- 椎名 卓馬（警視庁サイバーテロ対策課捜査官） - 矢野聖人
- 佐々木 智美（山根の交際相手） - 藤本泉
- 堤 誠治（椎名の上司） - 山口祥行
- 若林 栄子（老人ホーム四つ葉の森介護職員） - ちすん
- 橋本 あかね（コスプレカフェ店員） - おのののか
- 梶川 秀雄（元システムエンジニア） - 前野朋哉

第8話
- 戸川 敬三（明専工業大学工学部教授） - 山崎一
- 永倉 卓司（麗子の元交際相手） - 前田公輝
- 戸川 麗子（戸川の娘） - 緑友利恵
- 下山 雄二（永倉の麻薬密売の客） - 陣内将
- 小沢 和貴（週刊ジャーナル記者） - 尾関伸嗣
- 好子（喫茶店ウエイトレス） - 亜里沙
- 小坂 美里（永倉主導の恐喝事件の共犯者） - 白石ゆきの

第9話
- 西野 利治（南沢の大学時代の同窓生） - 小柳友
- 浦賀 敏行（警視庁公安部NBCテロ対応専門部隊隊長） - 中野剛
- 美村 珠美（イベントコンパニオン） - 星名美津紀
- 南沢 明人（元関東学徒連盟リーダー） - 神田直樹

第10話 - 最終話
- 泉田 美知恵（プラトンファーマシージャパン社長） - かとうかず子
- 高村 サダオ（プラトンファーマシージャパン研究開発部社員） - 阿部進之介
- 織田 慎一郎（警視庁副総監） - 大石吾朗
- 平田 敦也（東都大学工学部教授） - 猪又太一
- 立川 拓海（日本医科学研究機構研究員） - 小松利昌（第10話）
- 笠原 紀一（日本医科学研究機構主任研究員） - 花ヶ前浩一（第10話）
- 三鷹 富士夫（日本医科学研究機構研究員） - 原勇弥（第10話）
- 中尾（裕子の担当医） - 久松信美（最終話）
- 朝比奈 裕子（沙羅の母） - 笹山ゆき乃（最終話）

## スタッフ
- 脚本 - ますもとたくや、嶋田うれ葉、中澤圭規、正岡謙一郎、丸茂周、田中孝治、ブラジリィー・アン・山田、蒔田光治
- 音楽 - 木村秀彬
- 演出 - 石井康晴、竹村謙太郎、酒井聖博、相沢淳、韓哲、加藤尚樹
- 主題歌 - エレファントカシマシ「Destiny」（ユニバーサルシグマ）[6]
- タイトルナレーション - 小林清志
- 演出補 - 古林淳太郎
- タイトルCG - 稲生諭
- 選曲 - 御園雅也
- アクション - ユーデンフレームワークス
- 擬斗 - 雲雀大輔
- 警察監修 - 古谷謙一
- 科学捜査監修 - 山崎昭、古山翔平（法科学鑑定研究所）
- 医療監修 - 浮山越史、立石秀勝
- 法律監修 - 神田文浩、大西宏治、星宏明
- NBCRE監修 - 三好哲夫
- 技術協力 - 東通
- 編成 - 橋本孝、永山由紀子
- 制作 - 十二竜也、那須田淳
- チーフプロデューサー - 片山剛
- プロデューサー - 武藤淳 / 阿部謙三、石黒裕亮（東宝） / 佐藤敦司（ドリマックス）
- プロデューサー補 - 芝﨑弘記
- 制作協力 - 東宝
- 製作著作 - TBS

## 放送日程
| 各話                                                      | 放送日  | サブタイトル                         | 脚本                                    | 演出       | 視聴率 |
| --------------------------------------------------------- | ------- | ------------------------------------ | --------------------------------------- | ---------- | ------ |
| 第1話                                                     | 4月14日 | 容疑者は透明人間? 死体が語る密室の謎 | ますもとたくや                          | 石井康晴   | 8.3%   |
| 第2話                                                     | 4月21日 | 白骨死体は叫ぶ                       | 嶋田うれ葉                              | 石井康晴   | 7.8%   |
| 第3話                                                     | 4月28日 | ニセ札は笑う                         | ますもとたくや                          | 竹村謙太郎 | 8.8%   |
| 第4話                                                     | 5月5日  | 冤罪の連続殺人者                     | 中澤圭規                                | 酒井聖博   | 8.4%   |
| 第5話                                                     | 5月12日 | 刑事を誘拐した男                     | 正岡謙一郎 丸茂周                       | 相沢淳     | 7.3%   |
| 第6話                                                     | 5月19日 | DNAが語る愛                          | 田中孝治 正岡謙一郎                     | 竹村謙太郎 | 8.6%   |
| 第7話                                                     | 5月26日 | 記憶なき目撃者                       | ますもとたくや ブラジリィー・アン・山田 | 韓哲       | 8.4%   |
| 第8話                                                     | 6月2日  | おしゃべりな死体                     | 蒔田光治                                | 酒井聖博   | 7.6%   |
| 第9話                                                     | 6月9日  | 迫り来る生物テロ                     | ますもとたくや                          | 加藤尚樹   | 7.5%   |
| 第10話                                                    | 6月16日 | ラボ、最後の事件                     | 正岡謙一郎                              | 竹村謙太郎 | 7.4%   |
| 最終話                                                    | 6月23日 | さらば愛しき友よ                     | 正岡謙一郎                              | 酒井聖博   | 6.8%   |
| 平均視聴率 7.9%（視聴率は関東地区、ビデオリサーチ社調べ） |         |                                      |                                         |            |        |